# 高山八幡宮
高山八幡宮（たかやまはちまんぐう）は、奈良県生駒市高山町字大門にある神社である。社格は旧村社。本殿は国の重要文化財に指定されている。

## 祭神
祭神は誉田別名（ほんだわけのみこと＝応神天皇）、足仲津彦命（たらしなかつひこのみこと＝仲哀天皇）、息長足比売命（おきながたらしひめのみこと＝神功皇后）の三柱で、中世以来高山を支配した鷹山氏の氏神とされている。

## 歴史
正確な創建年代は不明であるが、『続日本紀』の「天平勝宝元年（749年）十二月十八日、奈良東大寺に勧請する宇佐八幡宮を平群郡で迎えしめた」という記事が充てられ、この年代が創建と伝えられている。
中世期には、当地・鷹山荘の土豪、鷹山氏の武神として崇拝された。文明6年（1474年）の戦火により社殿が焼失したが、元亀3年（1572年）に鷹山藤逸によって再建される。天正13年（1585年）に鷹山氏が筒井氏に従って伊賀へ去ると、帰農した鷹山氏の旧臣たちは、茶筅製作を生業とし、その際に、無足人座と称する宮座を結成し、当社の神殿に最も近い位置に、座小屋を有した。
江戸時代には寛永、元禄、享保の各年代の本殿棟札から、法楽寺・西光寺・上坊・中坊が神宮寺的役割をしたと推察される。

## 文化財

### 重要文化財（国指定）
- 高山八幡宮本殿[7]

### 市指定無形民俗文化財
- 高山八幡宮宮座行事

## ギャラリー

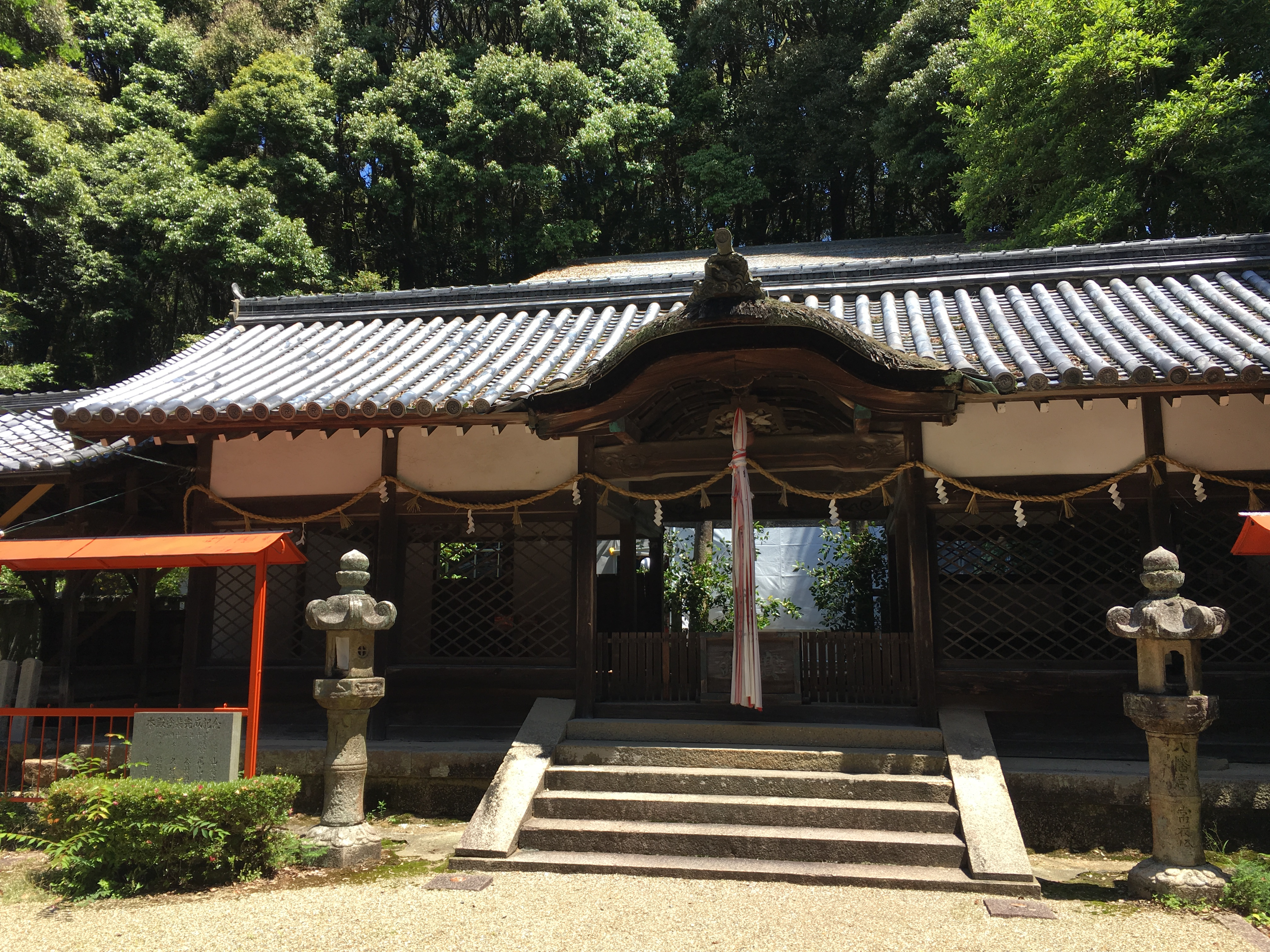
拝殿 （2018年6月16日撮影）
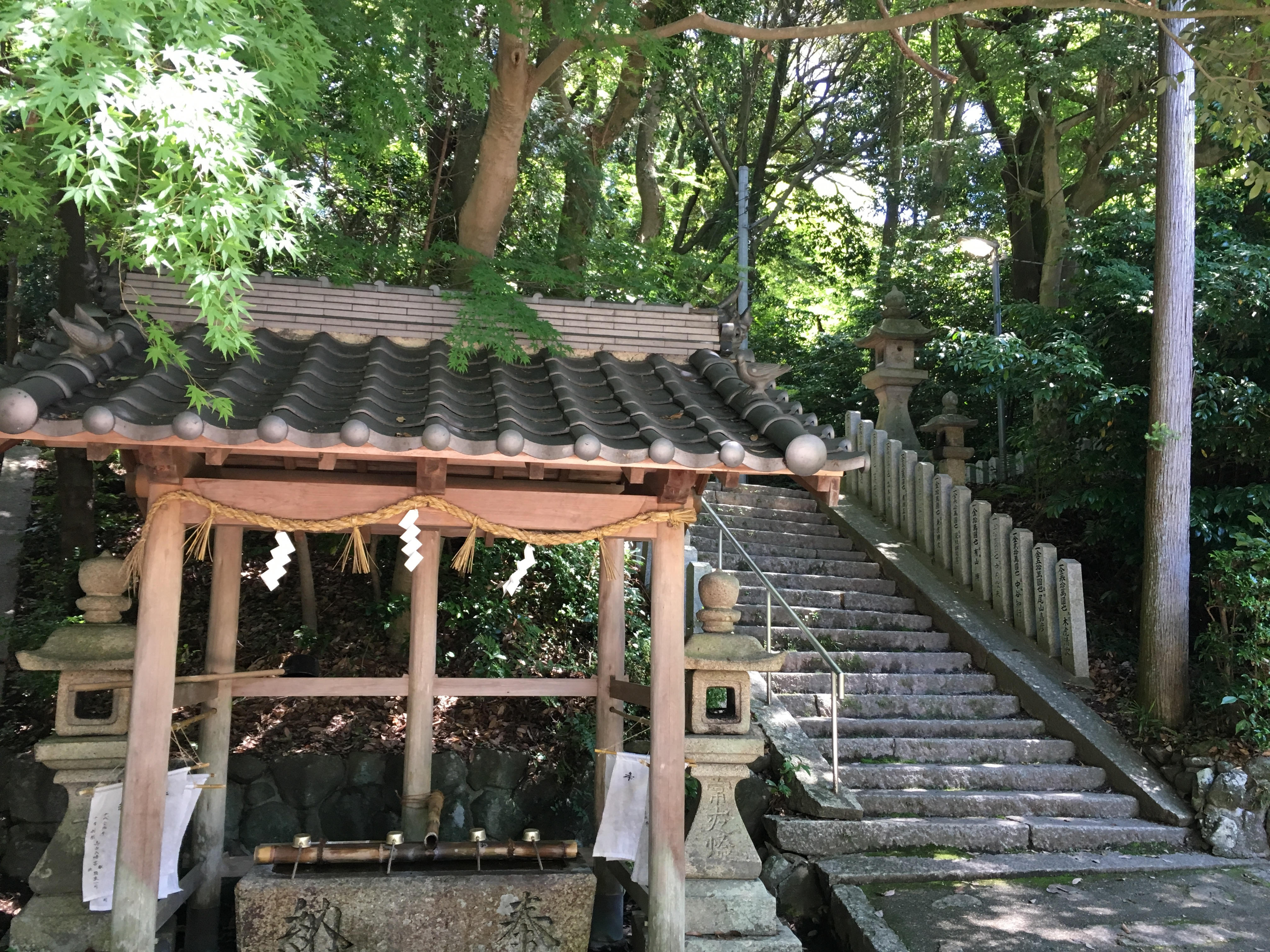
参道入り口 （2018年6月16日撮影）
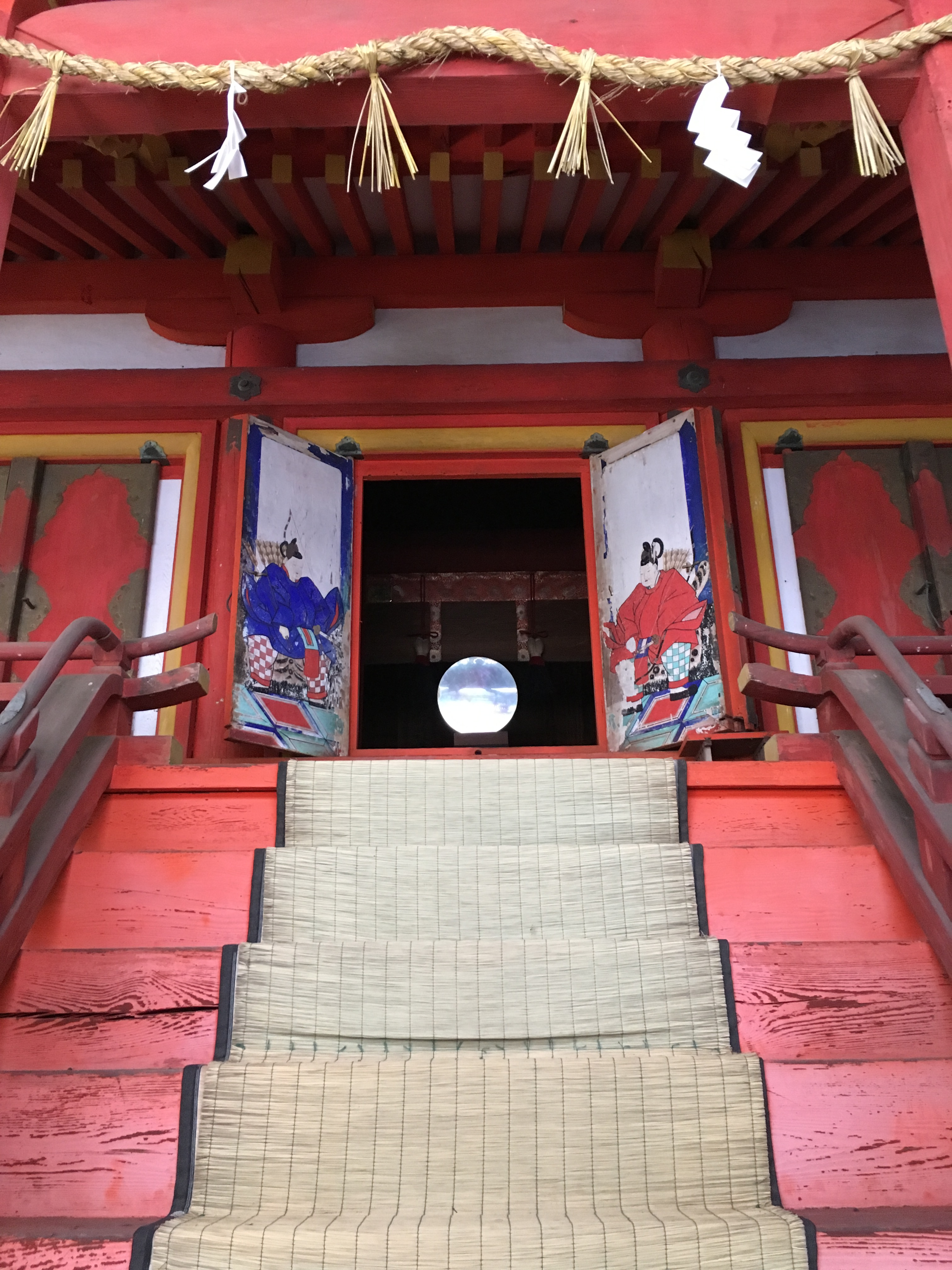
境内1 （2018年6月16日撮影）
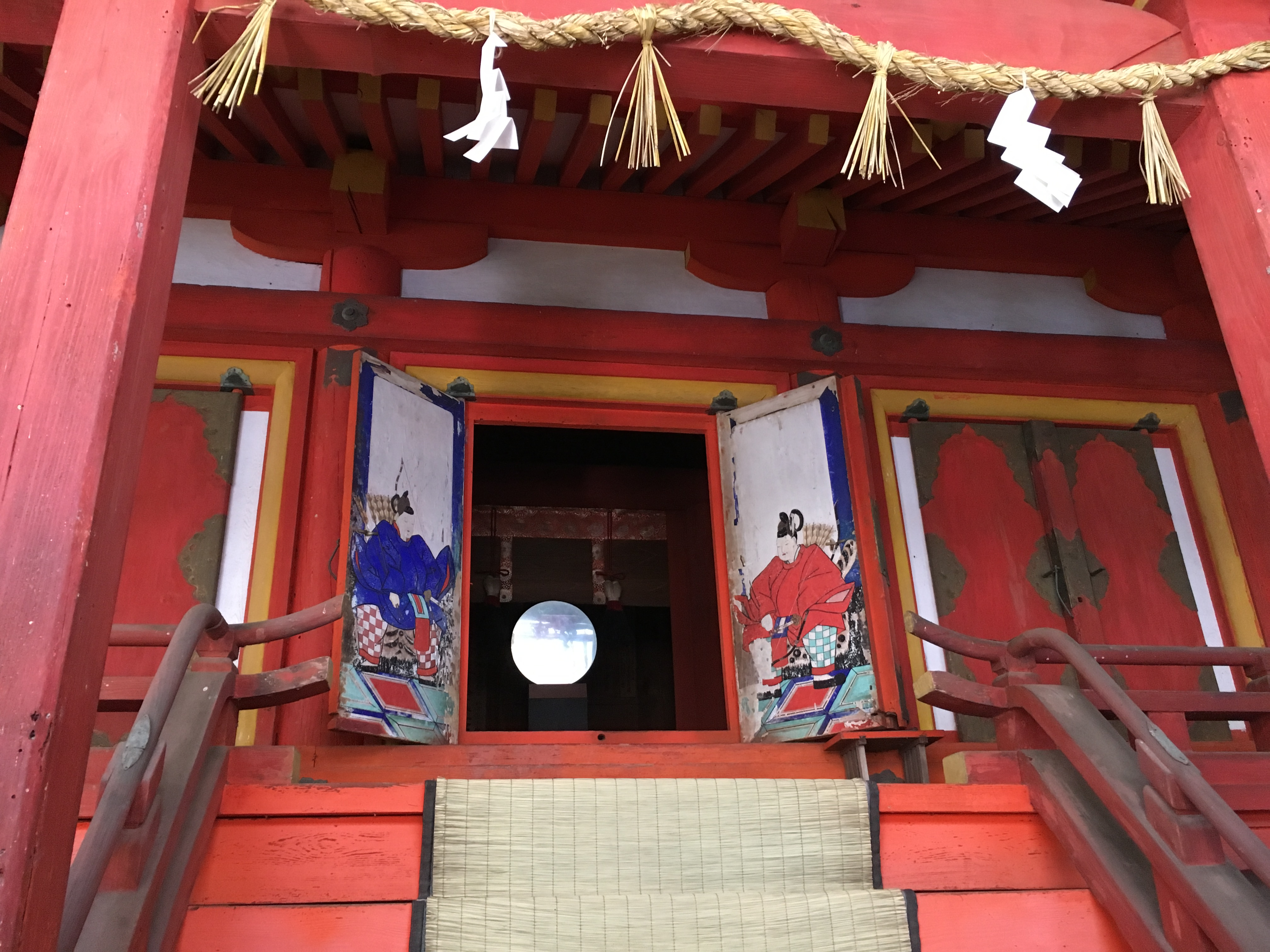
境内2 （2018年6月16日撮影）
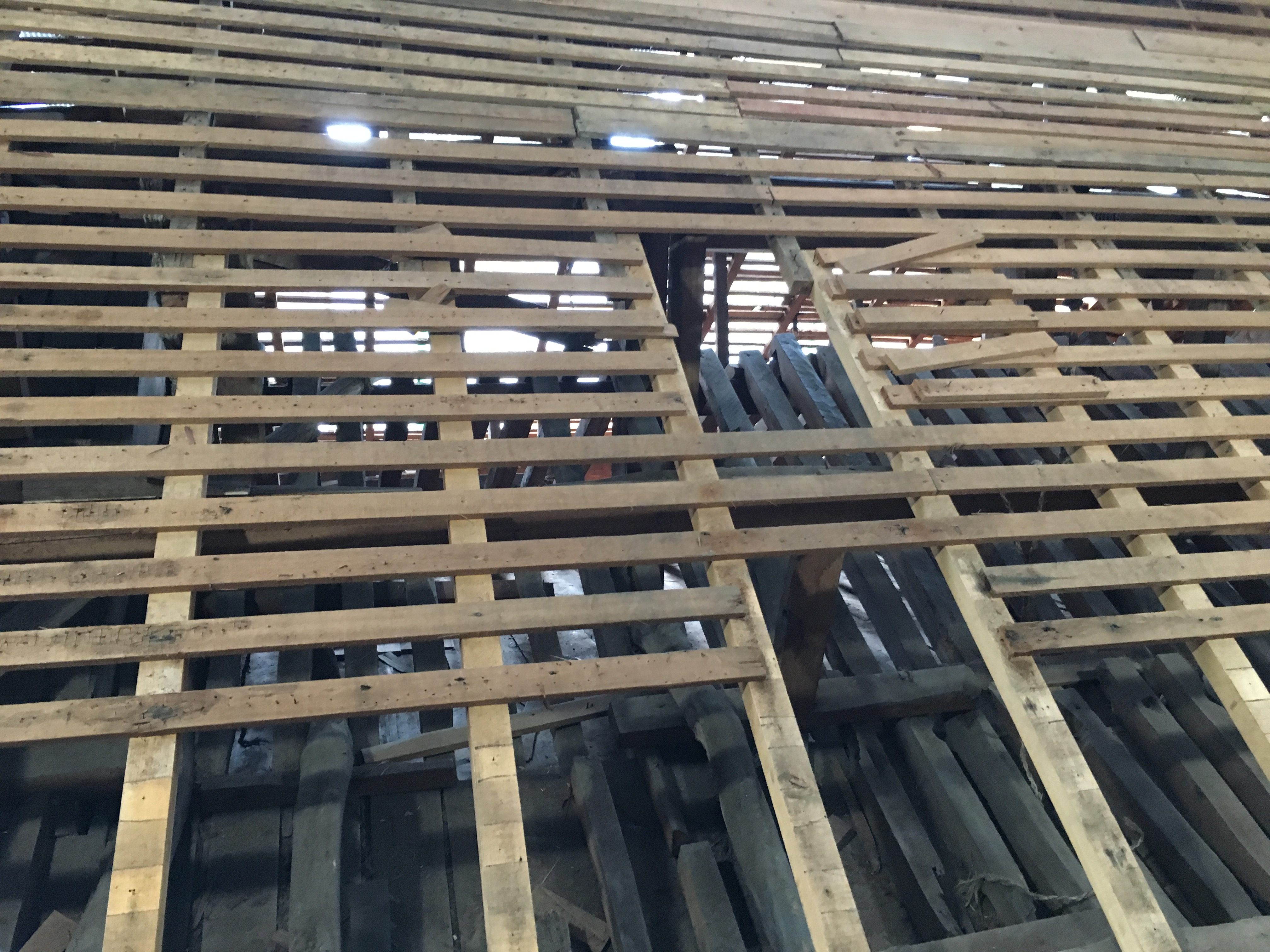
修復中境内屋根1 （2018年6月16日撮影）
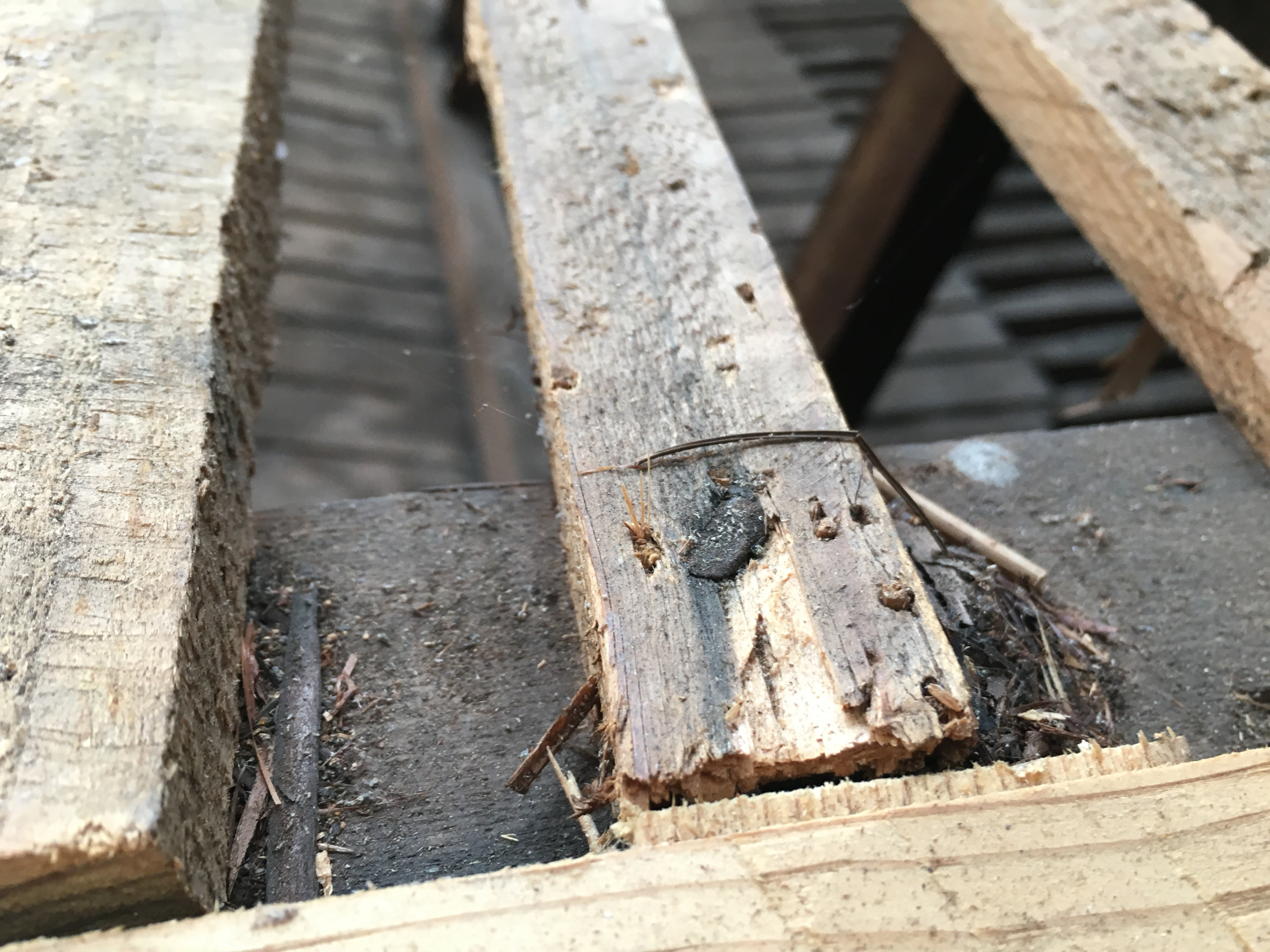
修復中境内屋根2 （2018年6月16日撮影）
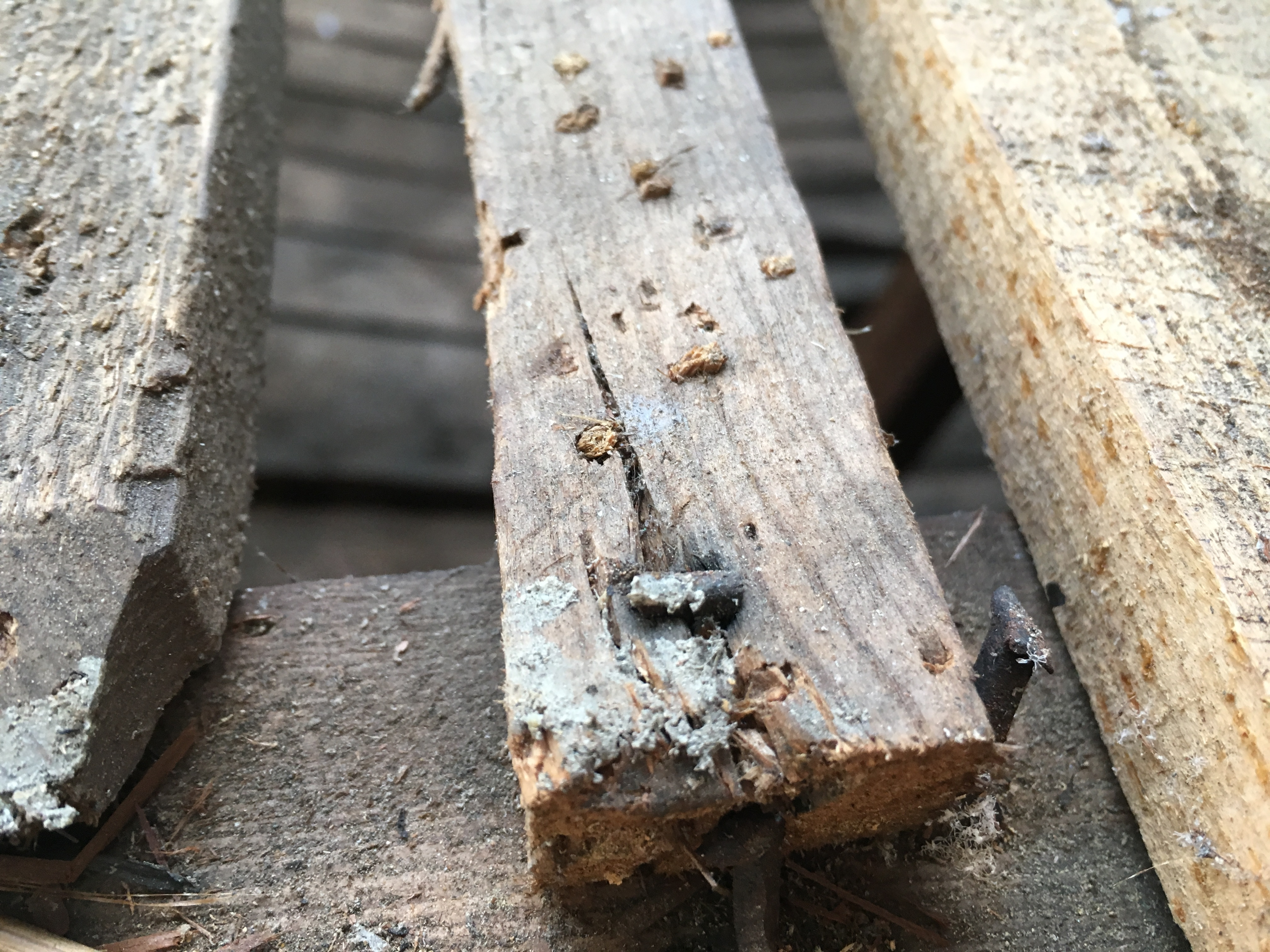
修復中境内屋根3 （2018年6月16日撮影）
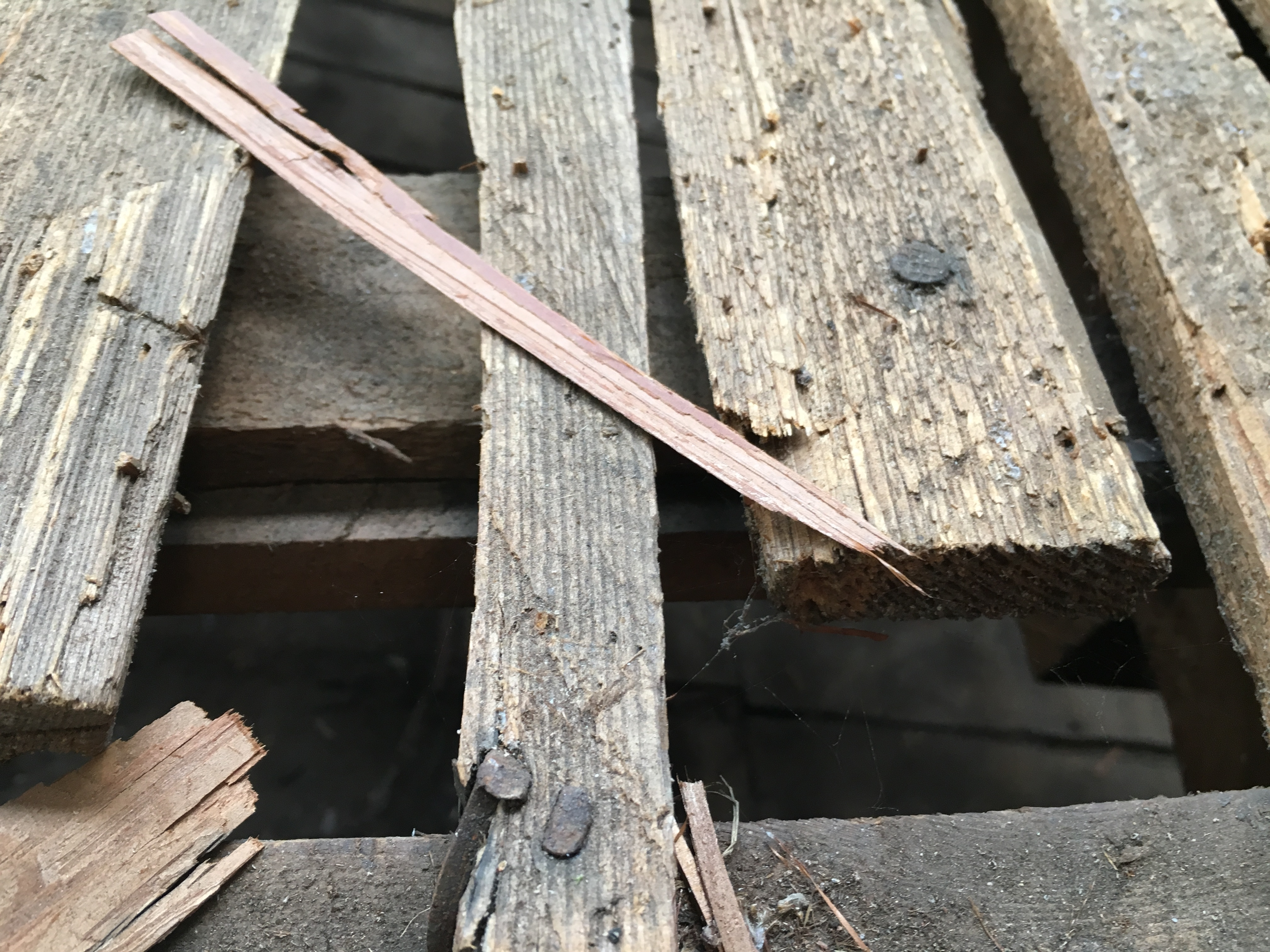
修復中境内屋根4 （2018年6月16日撮影）